# Neustadt an der Donau
Neustadt an der Donau (amtlich Neustadt a.d.Donau) ist eine Stadt an der Westgrenze des niederbayerischen Landkreises Kelheim. Sie ist vor allem durch den Kurort Bad Gögging bekannt.

## Geografie

### Lage
Die Stadt liegt auf halber Strecke zwischen Ingolstadt und Regensburg, auf einer etwa 5 km breiten Schotterebene des Donautales, welches an dieser Stelle im Süden von den bewaldeten Ausläufern des tertiären Donau-Isar-Hügellandes der Hallertau und im Norden von den im Wesentlichen aus Kalkstein bestehenden Hängen der südlichen Fränkischen Alb begrenzt wird. Im Stadtgebiet münden die Flüsse Ilm und Abens in die Donau.

### Gemeindegliederung

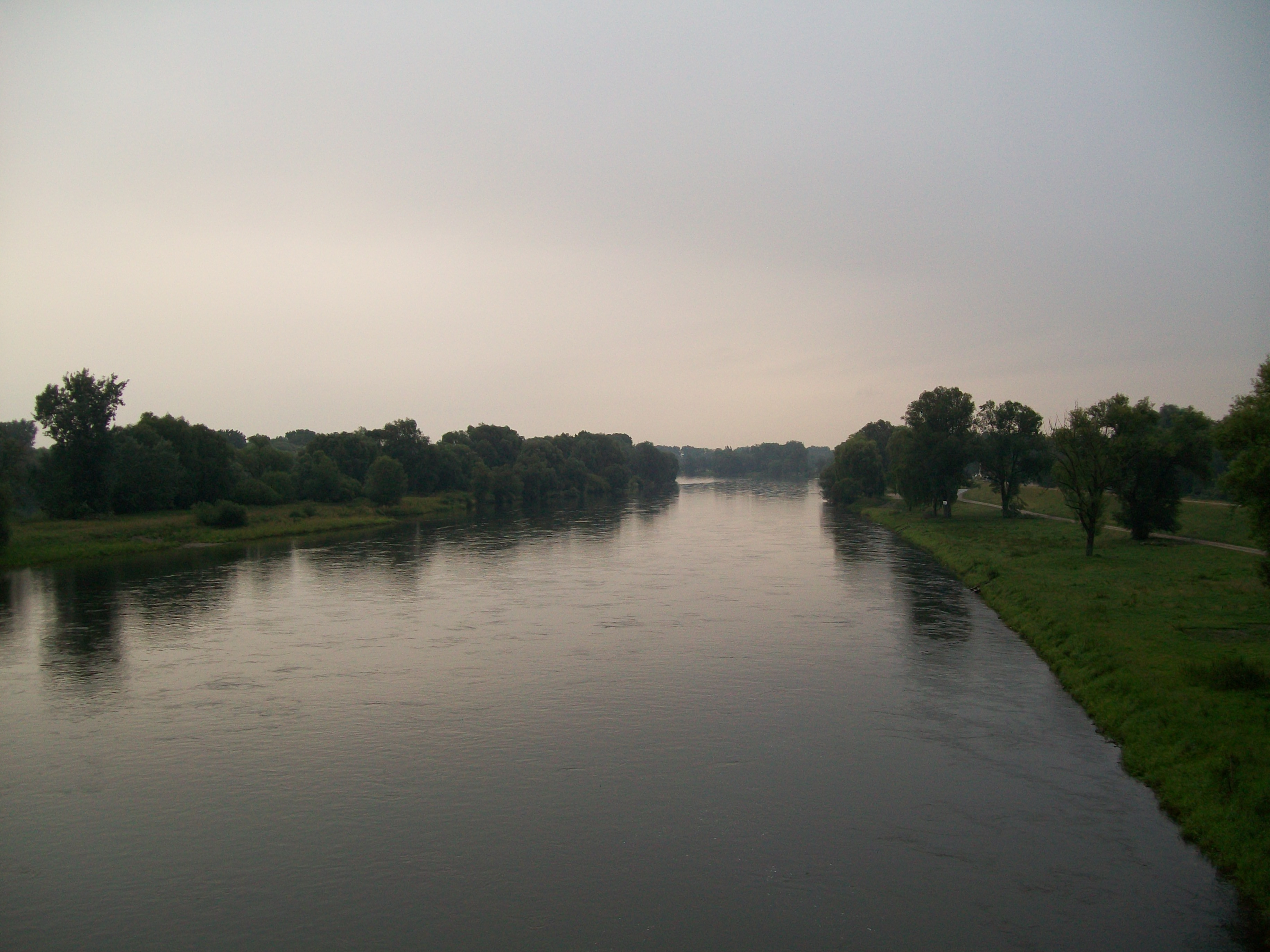
Die Donau bei Neustadt

Es gibt 22 Gemeindeteile (in Klammern ist der Siedlungstyp angegeben):
- Arresting (Kirchdorf)
- Bad Gögging (Pfarrdorf)
- Deisenhofen (Weiler)
- Eining (Pfarrdorf)
- Geibenstetten (Kirchdorf)
- Haderfleck (Weiler)
- Heiligenstadt (Kirchdorf)
- Hienheim (Pfarrdorf)
- Irnsing (Kirchdorf)
- Irnsing-Steinbruch (Einöde)
- Karpfenstein (Einöde)
- Lina (Weiler)
- Marching (Kirchdorf)
- Mauern (Kirchdorf)
- Mühlhausen (Pfarrdorf)
- Neustadt a.d.Donau (Hauptort)
- Niederulrain (Kirchdorf)
- Oberulrain (Kirchdorf)
- Schwaig (Kirchdorf)
- Sittling (Kirchdorf)
- Umbertshausen (Weiler)
- Wöhr (Dorf)

Es gibt die Gemarkungen Arresting, Bad Gögging, Eining, Geibenstetten, Hienheim, Irnsing, Marching, Mauern, Mühlhausen, Neustadt a.d.Donau, Oberrulrain und Schwaig.

### Nachbargemeinden
Nachbargemeinden von Neustadt sind Abensberg, Altmannstein, Biburg, Kelheim, Mindelstetten, Münchsmünster, Pförring und Siegenburg.

## Geschichte

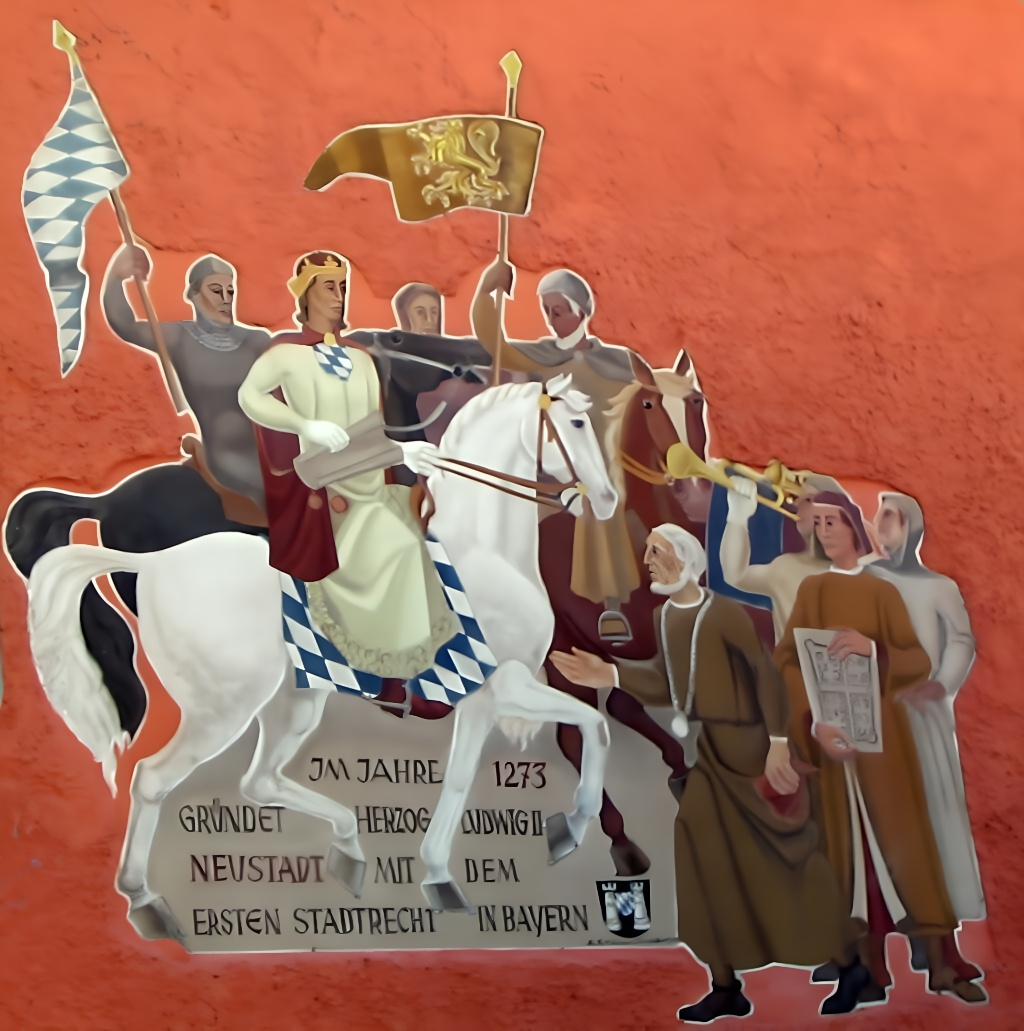
Die Stadtrechtsverleihung von 1273

### Bis zum 19. Jahrhundert
Die älteste durch schriftliche Quellen nachgewiesene Siedlung auf dem Gebiet von Neustadt bestand mit dem Ort bzw. der Burg Trephenau. Noch unter der Bezeichnung Seligenstadt wurden Neustadt am 11. Mai 1273 durch Herzog Ludwig II., genannt der Strenge, die Stadtrechte verliehen. Diese Stadtrechtsverleihung ist die älteste in Bayern. Mit der Stadterhebung und der damit einhergehenden Neuanlage und Neubesiedelung könnte Herzog Ludwig II. die Sicherung der Donautalstraße sowie die Sicherung des Donauübergangs beabsichtigt haben. Die Stadtrechtsverleihung gehört zu den planmäßigen Stadtgründungen der frühen Wittelsbacher Herzöge. In einer Urkunde des Abtes Konrad von Weltenburg aus dem Jahre 1277 wurde Neustadt erstmals mit diesen Namen erwähnt.
Älter als das eigentliche Neustadt ist die vor den Toren der Stadt und unmittelbar am Ufer der Donau gelegene Siedlung Wöhr, die jetzt noch ein Gemeindeteil ist. Ihr Name geht auf das mittelhochdeutsche wert zurück, das so viel wie Insel oder erhöhtes, wasserfreies Land bedeutet. Wöhr war bereits im ausgehenden Mittelalter in die Stadt Neustadt eingemeindet. Die Bewohner von Wöhr konnten Bürger der Stadt werden, lebten jedoch außerhalb der Befestigungsanlage. Die Burg Wöhr war Stammsitz des Adelsgeschlechts der Herrn von Wöhr und des herzoglichen Urbaramtes „ze Werde“, das Natural- und Geldabgaben aus herzoglichen Gütern verwaltete.

### 20. und 21. Jahrhundert
Im Verlaufe seiner wechselvollen, oft durch Krieg und Zerstörung sowie von Hochwasser geprägten Geschichte entwickelte sich Neustadt von einem Landstädtchen zu einem gewerblich-industriellen Dienstleistungszentrum. Mittlerweile ist Neustadt wirtschaftlicher Mittelpunkt des Landkreises Kelheim. Das Neustädter „Wirtschaftswunder“ begann 1964 mit dem Bau der Erdölraffinerie und setzte sich in den 1980er Jahren fort durch die Ansiedlung namhafter Automobilzulieferer, die von der verkehrstechnisch günstigen Lage sowie der Nähe zu Audi und BMW profitieren. Mit dem Ausbau Bad Göggings zu einem Bade- und Fremdenverkehrsort erhielt Neustadt in dieser Zeit ein zweites wirtschaftliches Standbein.
Durch die Ausweisung von Gewerbe- und Wohngebieten und Eingemeindungen im Rahmen der Gebietsreform in Bayern wuchs die Einwohnerzahl von rund 4.000 im Jahre 1972 auf ungefähr 14.400 Ende 2021. Im Bereich der Stadt werden 6.900 sozialversicherungspflichtige Arbeitsplätze angeboten, davon entfallen ca. 1.200 auf den Kurort Bad Gögging. Die Zahl der Einpendler übersteigt die der Auspendler erheblich.

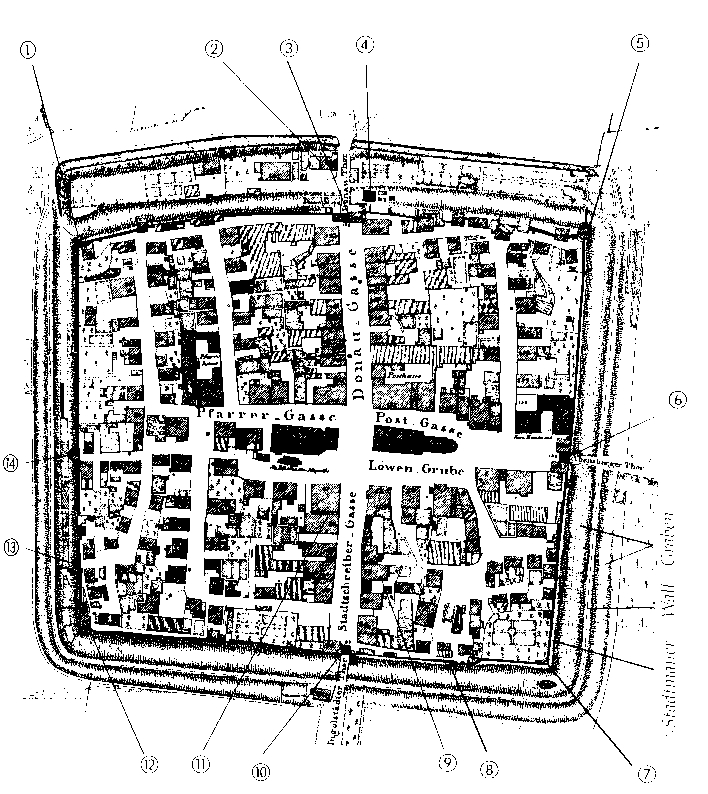
Stadtplan von 1819

Die Altstadt von Neustadt ist noch in ihrem historischen Kern erhalten. Mit Ausnahme des südöstlichen Teils, der so genannten Löwengrube, ist sie typisch für eine wittelsbachische Stadtgründung, weitgehend geprägt von regelmäßiger Anlage und quadratischem Grundriss. In der Löwengrube wird die ursprüngliche Siedlung Trephenau vermutet. Von der ehemaligen Stadtbefestigung sind noch einige Stadtmauerpartien, die Graben-Wall-Anlagen sowie drei Türme erhalten. Die drei Stadttore wurden im 19. Jahrhundert abgetragen. In dieser Zeit wurde der Stadtwall bepflanzt, so dass die Altstadt heute von einer mächtigen Kastanienallee umrahmt ist. Es entstand ein Grünzug, der einzigartig in seiner Art ist. Sehenswert ist das Schiff der gotischen Stadtpfarrkirche St. Laurentius sowie das ebenfalls gotische Rathaus. Der Turm der Stadtpfarrkirche wurde im Zweiten Weltkrieg zerstört und Ende der 1940er Jahre durch einen Neubau ersetzt.

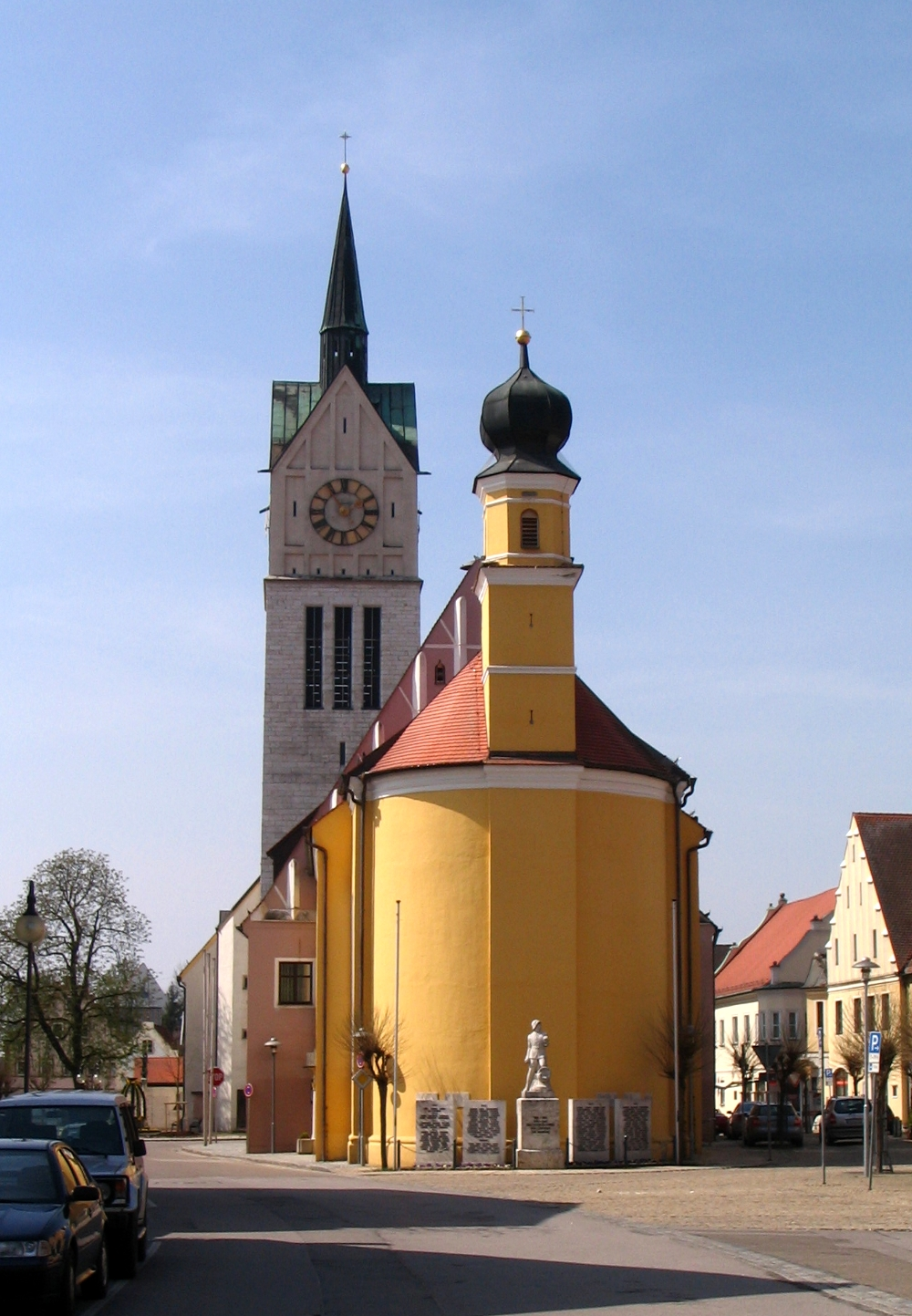
Stadtpfarrkirche (St. Laurentius) mit St.-Anna-Kapelle (2006)
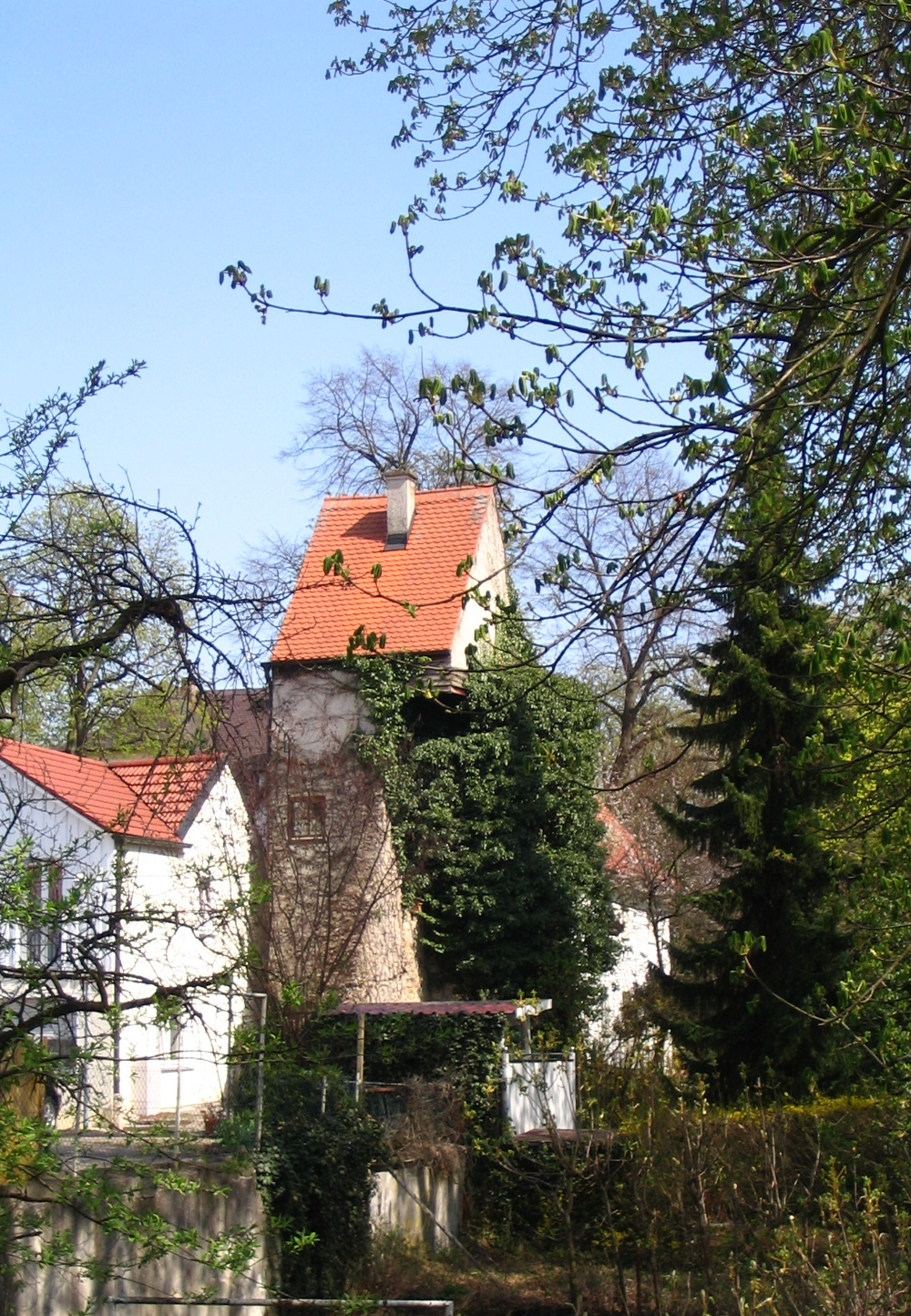
Lugausturm
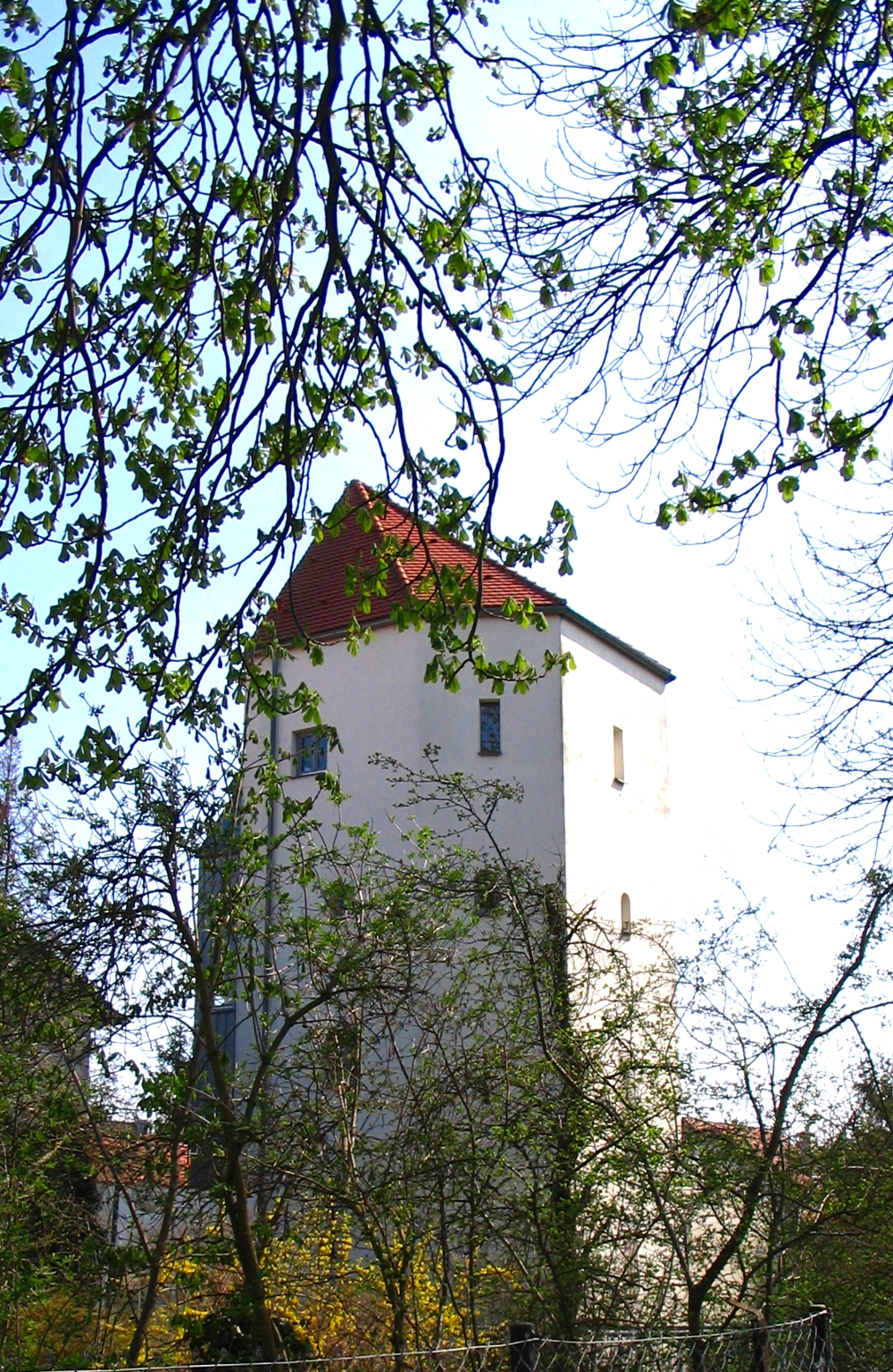
Krebsturm
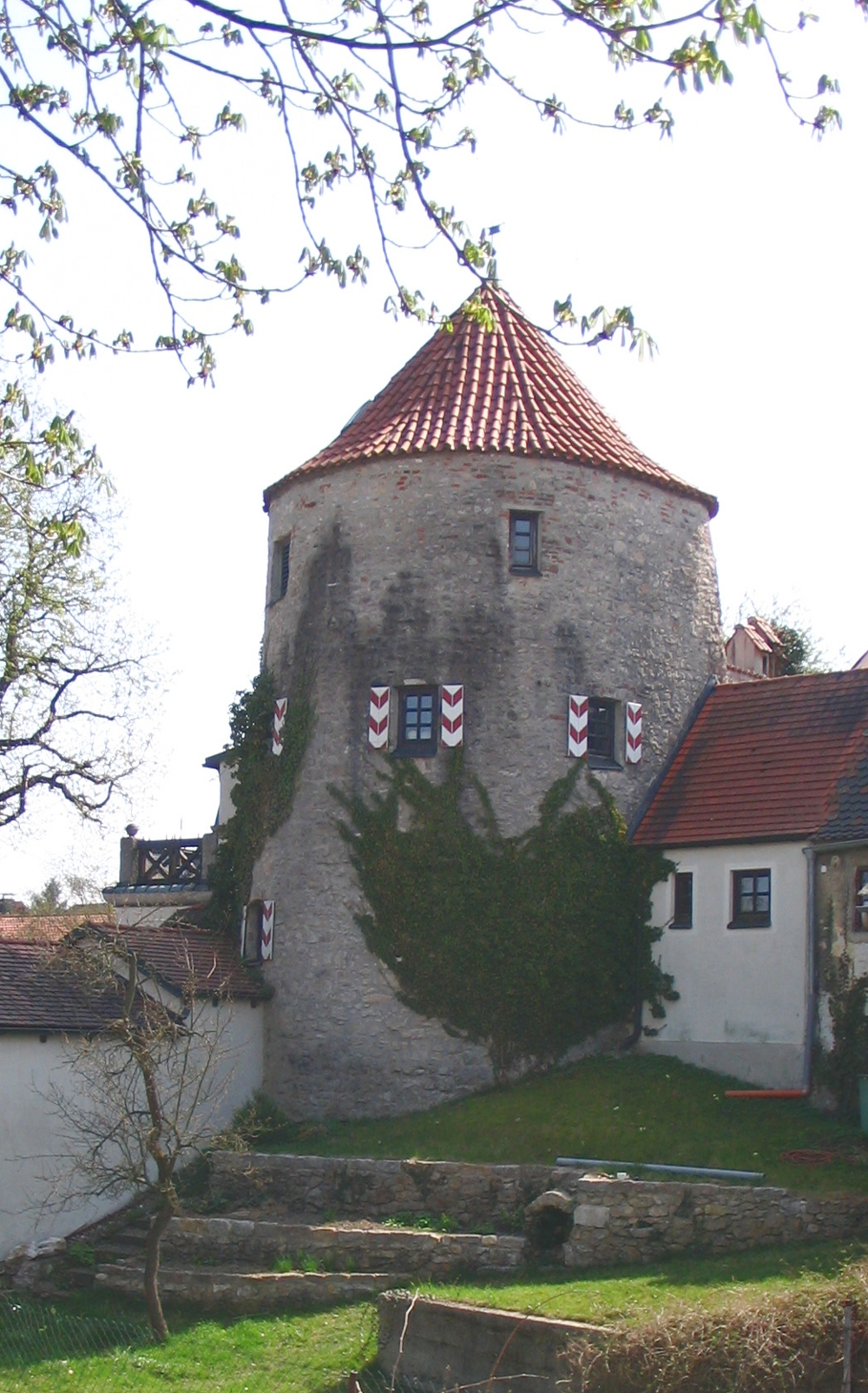
Rundturm

### Eingemeindungen
Im Jahr 1946 wurde Mauern in die Stadt eingegliedert. Im Zuge der Gebietsreform in Bayern kamen am 1. Januar 1972 Arresting, Eining und Marching, am 1. Juli 1972 Gögging hinzu, am 1. Januar 1978 Geibenstetten, Irnsing, Mühlhausen und große Teile der aufgelösten Gemeinde Hienheim. Die Eingliederung der bis dahin selbständigen Gemeinden Oberulrain und Schwaig schloss am 1. Mai 1978 die Eingemeindungen ab.

### Einwohnerentwicklung
Im Zeitraum 1988 bis 2018 stieg die Einwohnerzahl von 9.813 auf 14.409 um 4.596 Einwohner bzw. um 46,9 %.

## Politik

### Stadtrat

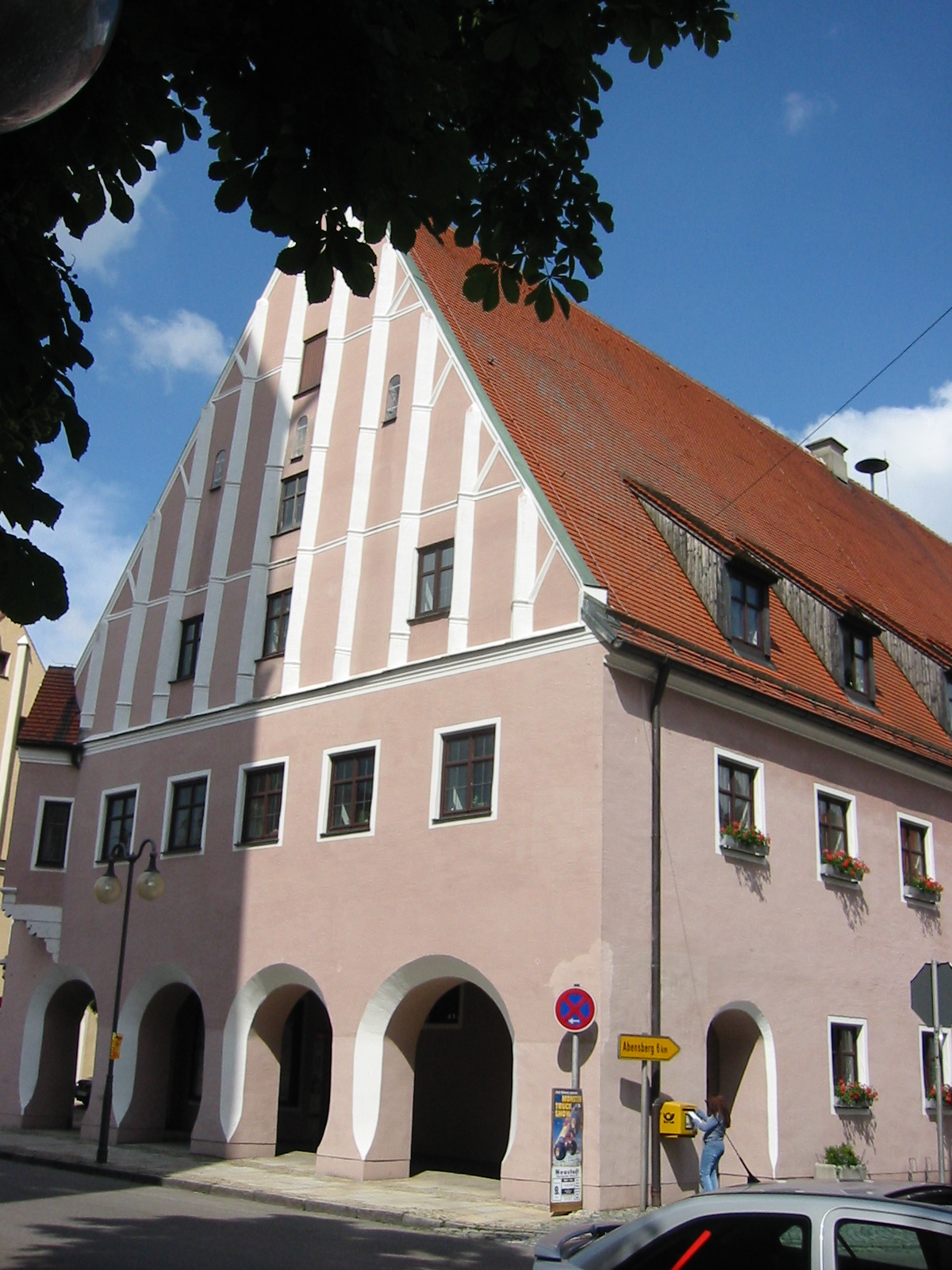
Das spätgotische Rathaus

Bei den Stadtratswahlen 2020 sind im Vergleich zu 2014 sowohl die Freien Wähler als auch die Junge Liste nicht mehr angetreten.
| Partei / Liste                                                 | Stimmenanteil | Veränderung | Sitze | Veränderung |
| CSU                                                            | 29,65 %       | +8,55 %     | 7     | +2          |
| SPD                                                            | 24,75 %       | −0,35 %     | 6     | 0           |
| Christliche Wählergemeinschaft Mühlhausen-Geibenstetten (CWMG) | 10,17 %       | −0,43 %     | 2     | −1          |
| Wählergemeinschaft Bad Gögging-Eining-Ulrain (WGBGEU)          | 14,65 %       | +4,05 %     | 4     | +2          |
| Wählergemeinschaft Schwaig (WGS)                               | 7,93 %        | −0,27 %     | 2     | 0           |
| Wählergemeinschaft Hienheim-Arresting (WGHA)                   | 7,03 %        | +0,23 %     | 2     | 0           |
| Wählergemeinschaft Irnsing (WGI)                               | 5,82 %        | +1,82 %     | 1     | 0           |
| Gesamt                                                         | 100 %         |             | 24    |             |

- SPD: 6
- CWMG: 2
- WGS: 2
- WGI: 1
- WGHA: 2
- WBGEU: 4
- CSU: 7

### Bürgermeister
Erster Bürgermeister ist seit 2020 Thomas Memmel (CSU). Dessen Vorgänger Thomas Reimer (SPD) ist nicht mehr angetreten.

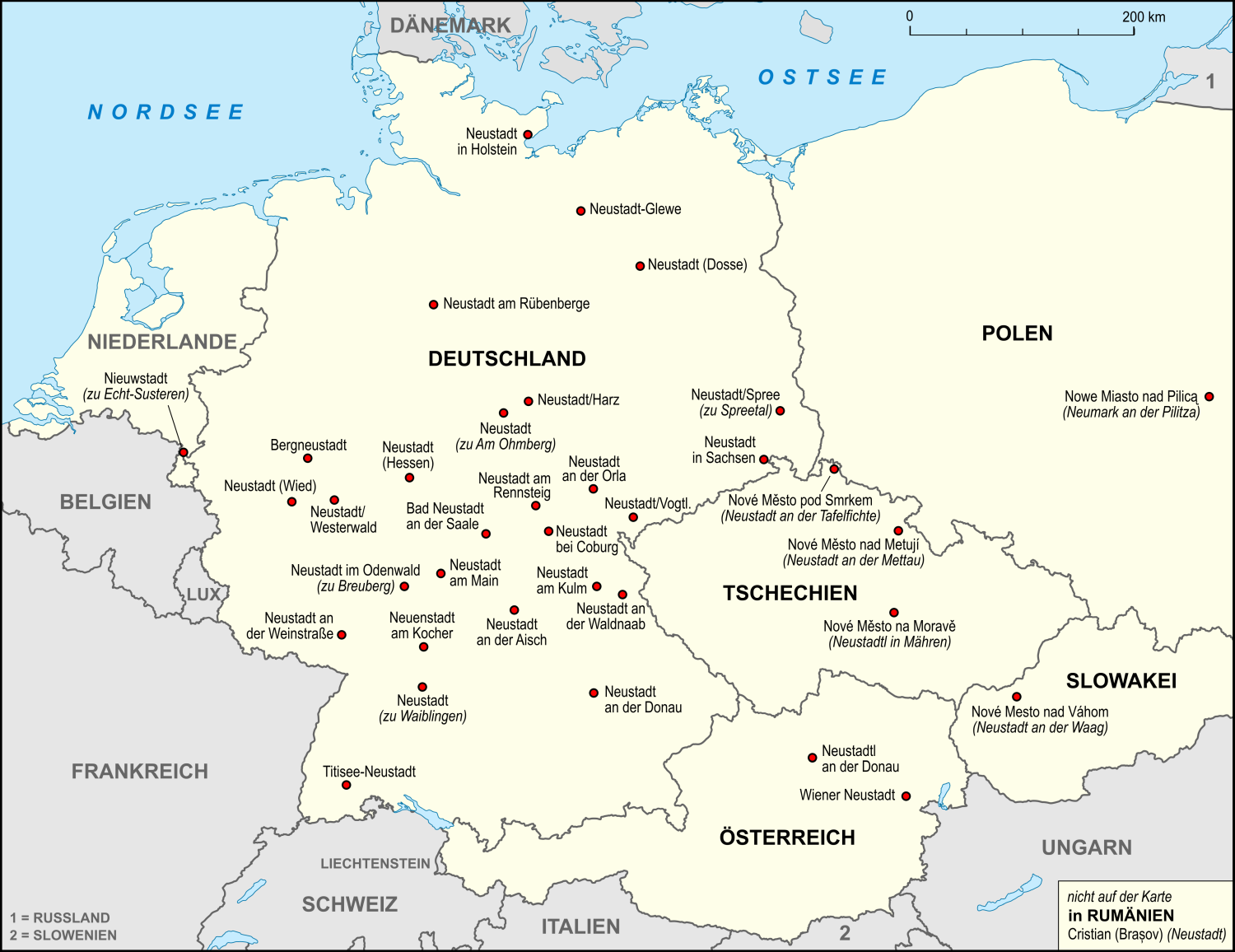
AG Neustadt in Europa

| 1. Bürgermeister | Thomas Memmel    | CSU |
| 2. Bürgermeister | Günter Schweiger | WGS |
| 3. Bürgermeister | Sebastian Mayer  | CSU |

| Amtszeit  | Name          | Partei |
| --------- | ------------- | ------ |
| 1966–1984 | Joachim Meier | SPD    |
| 1984–2002 | Hans Gigl     | CSU    |
| 2002–2020 | Thomas Reimer | SPD    |
| seit 2020 | Thomas Memmel | CSU    |

## Wappen
| Wappen von Neustadt an der Donau | Blasonierung: „In Schwarz zwei runde silberne Zinnentürme, dazwischen schwebend ein Schildchen mit den bayerischen Rauten.“ |
| Wappen von Neustadt an der Donau | |

### Städtepartnerschaften
- Neustadt ist Mitglied der Arbeitsgemeinschaft Neustadt in Europa, in der sich 37 Städte (Stand Dezember 2013) mit Namen Neustadt aus Deutschland, Österreich, Ungarn, der Tschechischen Republik, Polen, den Niederlanden und der Slowakei zusammengeschlossen haben.
- Im Jahre 1988 wurde eine Stadtpartnerschaft mit Recoaro Terme (Provinz Vicenza, Italien) begründet. Da in der Nähe von Recoaro noch zimbrisch gesprochen wird, wurde die Begründungsurkunde auch in diesem altbairischen Dialekt verfasst.[14]

## Kultur und Sehenswürdigkeiten

### Einrichtungen
Die Stadt beherbergt folgende öffentliche und private Einrichtungen:
- Römisch-katholische, evangelische und neuapostolische Kirchen
- Seniorenheim

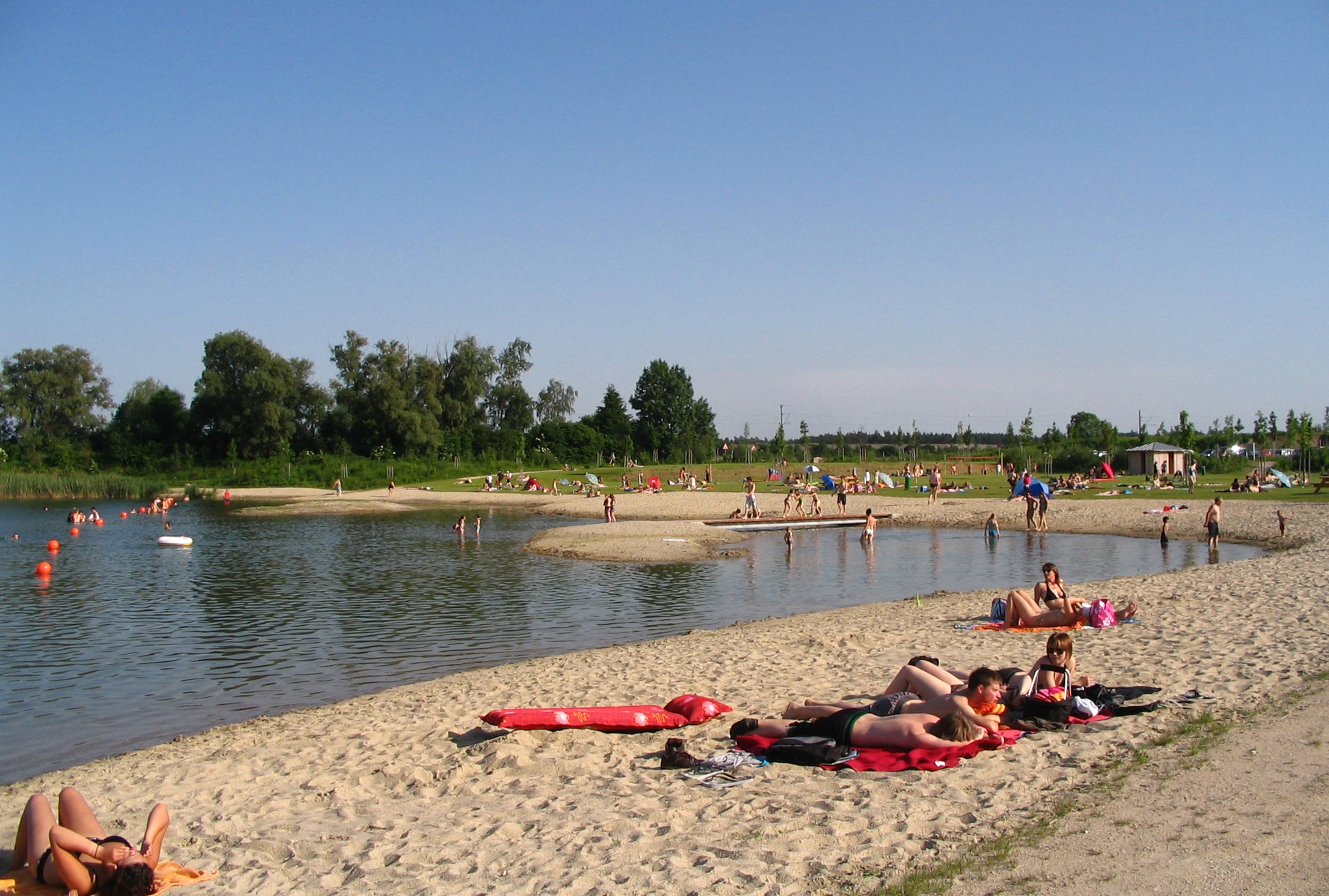
Naherholungsgebiet Mauerner See

- Bürgerzentrum mit Bürgersaal und Stadtbücherei
- Hallenbad
- Naherholungsgebiet und Freizeitgelände Mauerner See
- Kindergärten
- Musikschule
- Jugendtreff
- Speedway-Rennbahn im Anton-Treffer-Stadion
- Wilhelm-Sander-Stiftung
- Römisches Museum für Kur- und Badewesen[15]
- Forum regionaler Kunst[16]
- Temporäre Kunstausstellungen auf dem Weinberg

### Natur
- Naturschutzgebiet Goldau

## Wirtschaft und Infrastruktur

### Verkehr
Die Stadt liegt im Schnittpunkt zweier Bundesstraßen. Die B 16 erschließt Neustadt in ost-westlicher, die B 299 in nord-südlicher Richtung. Über diese Straßen besteht Anschluss an die Autobahnen A 9 in Richtung München und Nürnberg und A 93 in Richtung Regensburg und Passau.
Der Bahnhof Neustadt (Donau) liegt an der Bahnstrecke Regensburg–Ingolstadt und wird vom Regionalverkehr bedient. Über die Hauptbahnhöfe Ingolstadt und Regensburg besteht Anschluss an das ICE-Netz der Deutschen Bahn AG. In Hinblick auf die örtliche hohe wirtschaftliche Konzentration ist die Donautalbahn für den Güterverkehr von großer Bedeutung.
Die Nähe zum Europakanal Rhein-Main-Donau und dem Binnenhafen Kelheim/Saal ermöglicht den Umschlag von Waren zwischen den Nordseehäfen und Osteuropa. Der nächstgelegene Flughafen für den internationalen Linienverkehr ist der 60 km entfernte Flughafen München bei Erding.
Neustadt liegt am Donau-Radweg, welcher von der Donauquelle in Donaueschingen bis nach Tulcea im Donaudelta führt.
Etwa 7,5 Kilometer nördlich des Zentrums liegt das Segelfluggelände Hienheim.
Die Fähre Eining quert im Stadtgebiet von Neustadt die Donau.

### Ansässige Unternehmen
- Bayernoil: Die Erdölraffinerie Neustadt, Bayerns größte Raffinerie, wurde 1964 errichtet. Sie ist Teil des petrochemischen Zentrums im Raum Ingolstadt und bietet circa 730 Mitarbeitern Beschäftigung. Eigentümerin ist die Bayernoil GmbH, welche im Auftrag anderer Unternehmen hauptsächlich Treibstoffe und Heizöl produziert.
- Samvardhana Motherson Peguform (SMP): Der Automobilzulieferer mit Stammsitz in Bötzingen (Nähe Freiburg) stellt in seinem im Jahre 1986 im Ortsteil Schwaig errichteten Werk Kunststoffteile für Personen- und Nutzfahrzeuge her. SMP ist mit ca. 2100 Arbeitsplätzen der größte Arbeitgeber der Stadt.
- MAHLE: Das ursprünglich im Besitz der Firma Behr befindliche Unternehmen produziert mit  600 Mitarbeitern in Neustadt-Süd seit 1987 Heizungs- und Klimaanlagen für Pkw. Nachdem die MAHLE GmbH im Jahre 2013 die Mehrheit der Anteile der Behr-Gruppe erworben hat, firmiert die Firma nunmehr unter der Bezeichnung MAHLE Behr GmbH & Co. KG,
- Johnson: Johnson Controls Interiors ist Nachfolger der Firma Fibrit, welche sich 1987 in Neustadt niedergelassen hatte. Johnson, mit Hauptsitz in Milwaukee, USA, ist Marktführer im Bereich Autositze und Autoinnenausstattungssysteme. Die Beschäftigtenzahl beträgt etwa 700. Aufgrund eines Joint Ventures mit dem chinesischen Konzern Yanfeng Automotive firmiert die Firma seit Anfang Juli 2015 unter dem Namen „Yanfeng Automotive Interiors GmbH & Co. KG“.

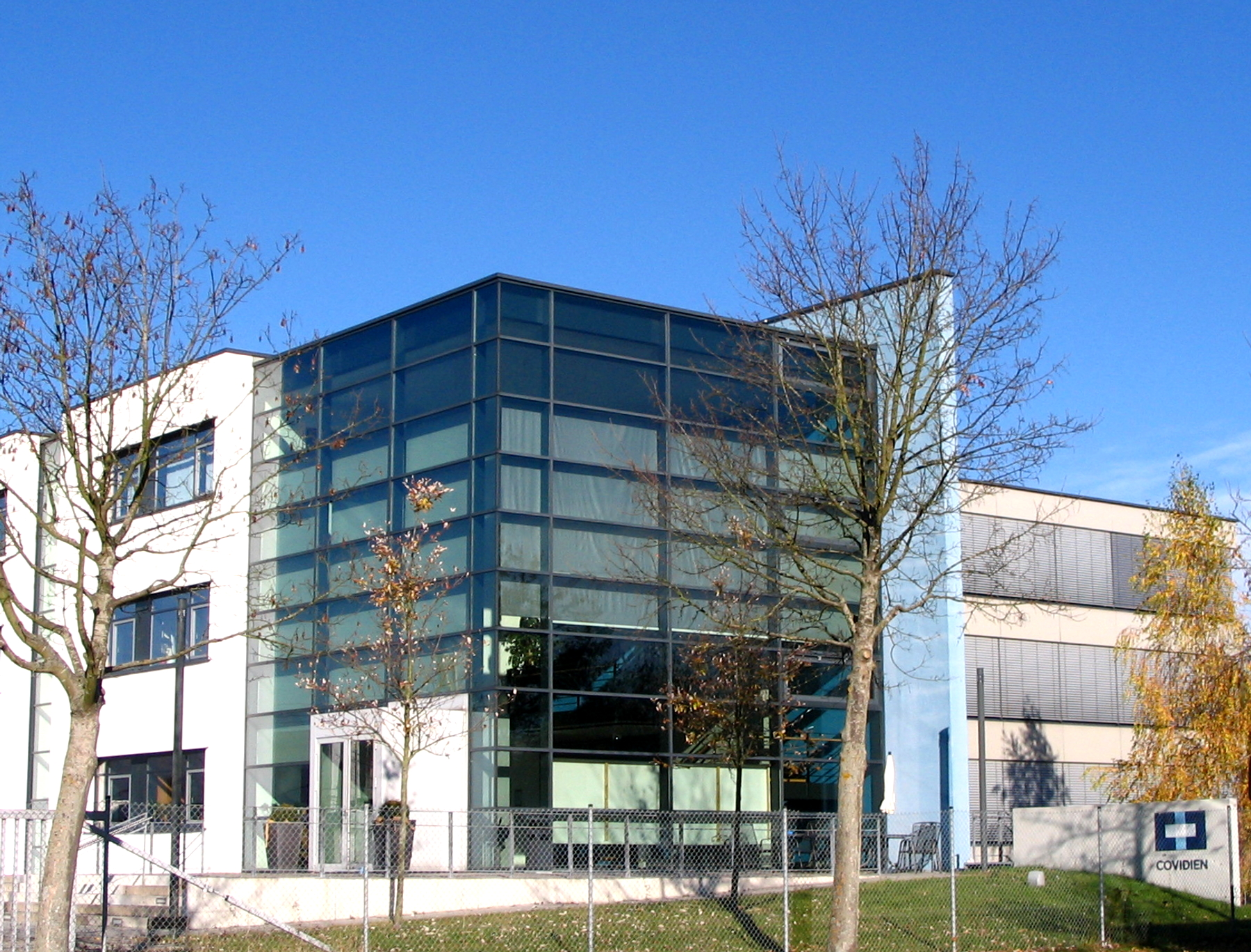
Verwaltungsgebäude Covidien

- Covidien: Das Unternehmen war ursprünglich Teil des global tätigen US-amerikanischen Mischkonzerns Tyco International. Es ist aus der 1973 gegründeten Firma Kendall hervorgegangen. Covidien stellte in Neustadt-Süd mit circa 400 Mitarbeitern medizinische Erzeugnisse her und betrieb dort von 2002 bis 2013 ein Logistikzentrum. Der neue Eigentümer des Unternehmens, der Medizinkonzern Medtronic gab bekannt, dass die derzeit in Neustadt befindlichen Arbeitsplätze bis Ende 2016 an andere Standorte in Deutschland und Europa verlagert werden.[17] Im Januar 2017 sind noch etwa 85 Mitarbeiter am Produktionsstandort beschäftigt.
- Audi: Die Firma Audi hat 1995 im Ortsteil Schwaig ein 280 Hektar großes Areal erworben. Dort betreibt sie auf einer 4,6 Kilometer langen Ovalstrecke mit drei Fahrspuren und zwei überhöhten Kurven eine Teststrecke.
- Scheugenpflug: Die Scheugenpflug GmbH, mittlerweile in China, den U.S.A., Mexiko, Rumänien und Thailand präsent, besitzt eine führende Rolle im Bereich Automatisierung von Verguss-, Klebe- und Dosierprozessen. Im Werk Neustadt sind mittlerweile rund 500 Mitarbeiter beschäftigt. Im Oktober 2019 hat die schwedische Atlas Copco die Anteile der Scheugenpflug GmbH übernommen.
- Wiesmayer: Wichtiger Automobilzulieferer für Kunststoffteile und Systemkomponenten ist die KTW Kunststofftechnik Wiesmayer (120 Beschäftigte).
- Kirson: Im Gemeindeteil Mauern produziert das Unternehmen mit circa 110 Mitarbeitern technische Textilien.
- Intertec: Die Firma INTERTEC-Hess (früher Fatege) ist Systemlieferant für die Feldinstrumentierung und den Schutz empfindlicher Geräte. Sie stellt Schutzschränke, Schutzkästen, Schutzhäuser und Heizungssysteme her. Sie ist weltweit im Einsatz zum Schutz von Anlagen, die unter extremen Betriebsbedingungen arbeiten müssen (300 Beschäftigte).
- The Monarch Hotel: Das ehemalige Hotel und Klinik Vier Jahreszeiten in Bad Gögging gehört mittlerweile zur Refad-Gruppe aus Kuwait. Mit einem großen Convention-Center zieht es viele große Veranstaltungen an (rund 110 Beschäftigte).
- Marc Aurel: Das Hotel Marc Aurel, das wie das ehemalige Vier Jahreszeiten zur Weihnfurtner-Gruppe gehörte, hat sich mittlerweile einen Namen mit Wellness und Tagungen gemacht. Zum Hotel gehört auch der ehemalige SportPARK Bad Gögging (Fitnessstudio) (120 Beschäftigte).

Neustadt hat zudem eine Vielzahl von kleineren Mittelstandsbetrieben aus allen Bereichen des täglichen Lebens. Diese sind größtenteils im Arbeitskreis Neustädter Wirtschaftsförderung e. V. organisiert. Die Mitgliederzahl des 1977 gegründeten Vereins ist mittlerweile auf über 100 gestiegen.

### Tourismus

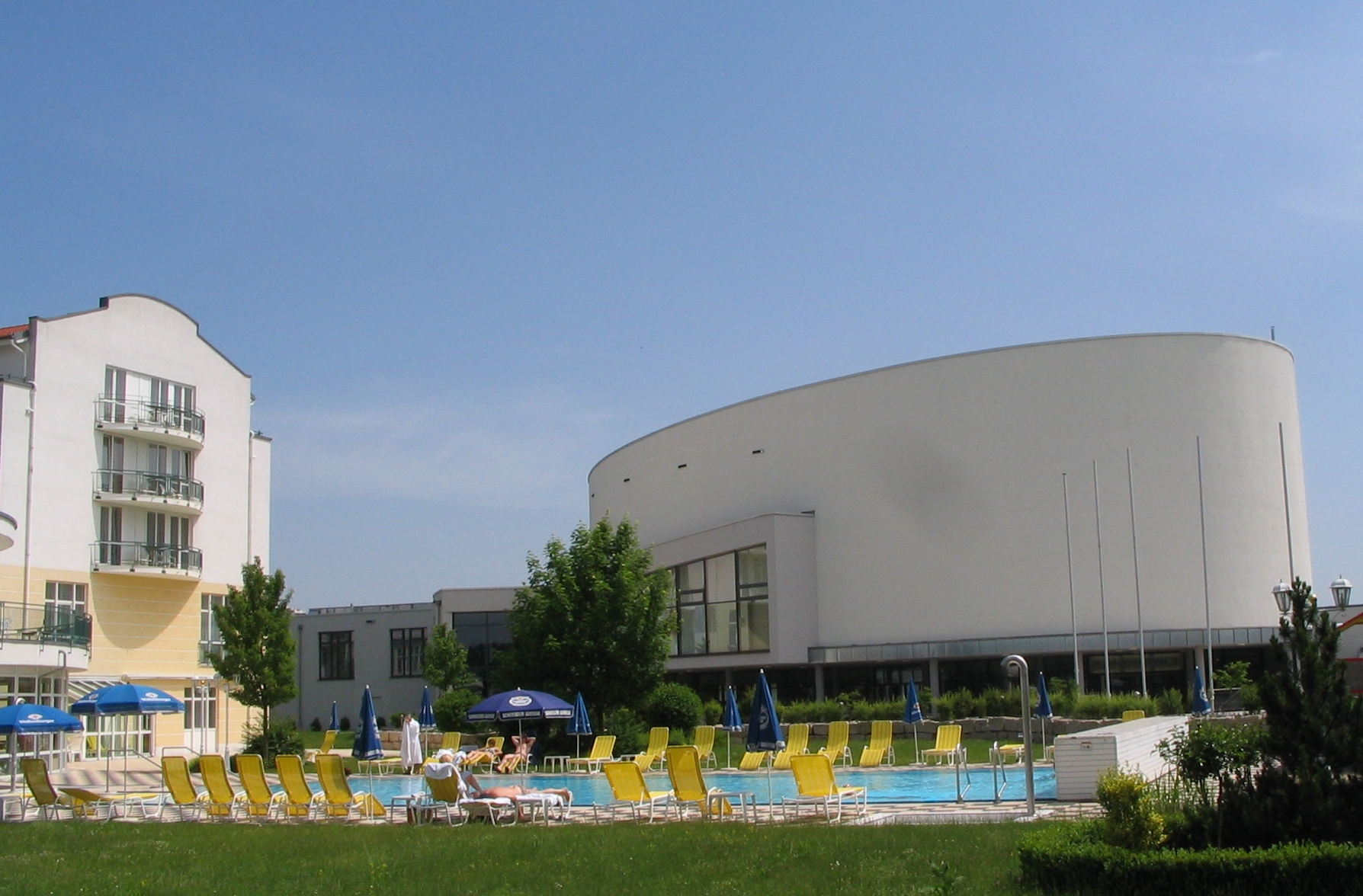
Kongresszentrum Bad Gögging

In Bad Gögging existiert ein Kurbad mit Schwefelquelle, Thermalwasser und Moor. Mehrere Hotels, darunter zwei 4-Sterne-Hotels, Pensionen und Gesundheitsdienstleister sind vorhanden. Herzstück des Kurortes ist die Limes-Therme mit Thermal-Badelandschaft, Whirlpools und Dampfbad. 3 km südlich befindet sich der Dürnbucher Forst.
 Für Zelte, Wohnwagen und Wohnmobile gibt es einen Campingplatz (Felbermühle) und den sogenannten Wohnmobil-Stellplatz in Bad Gögging.

## Bildung

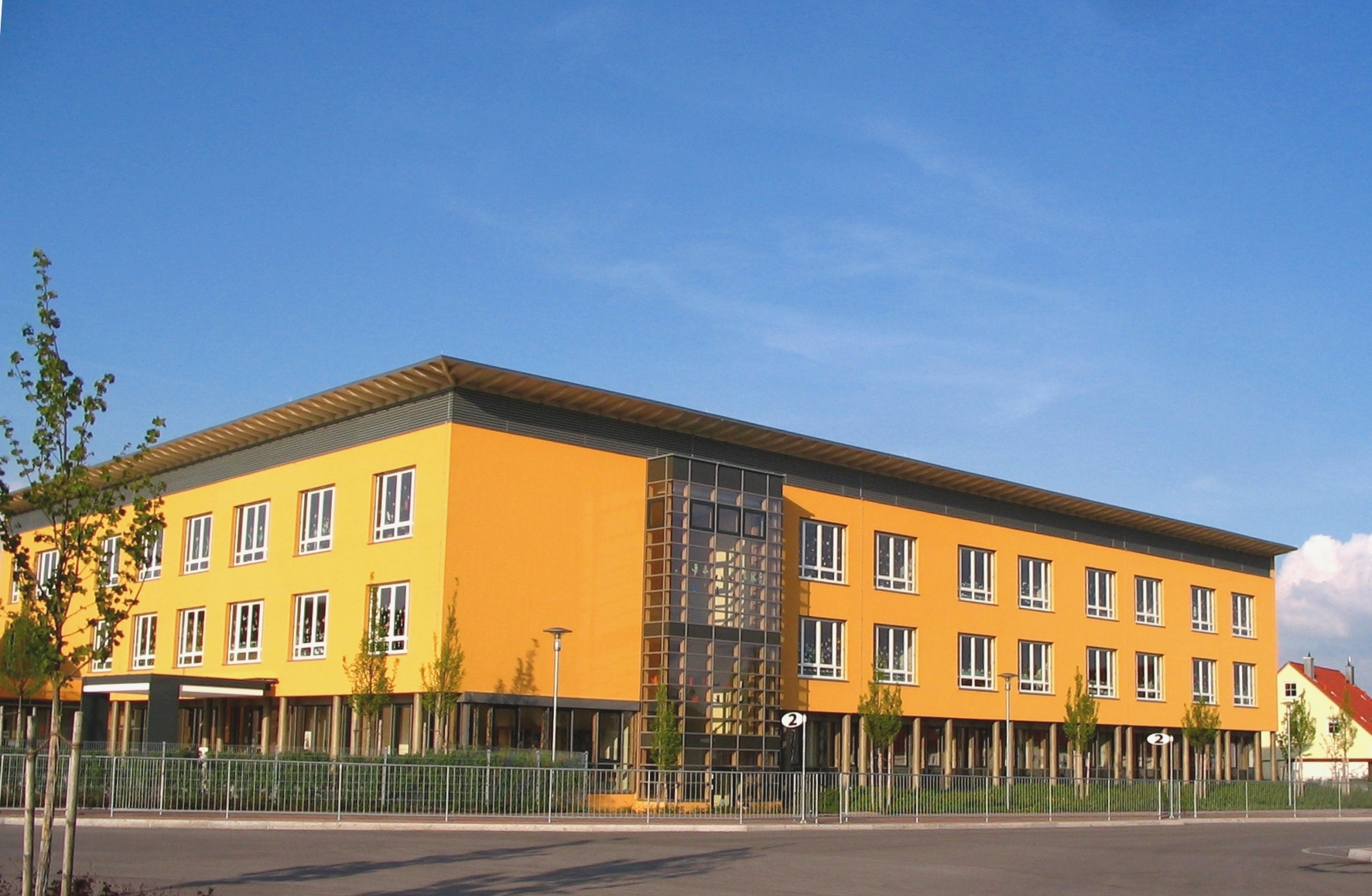
Grundschule

Am Ort befindet sich eine Grund- und Mittelschule. Die Anton-Balster-Mittelschule Neustadt führt zum Hauptschulabschluss sowie zum qualifizierten Hauptschulabschluss und weist zudem einen Mittlere-Reife-Zug aus. Das Programm der Volkshochschule Neustadt umfasst 237 Kurse und Veranstaltungen unterschiedlichster Richtungen.
In den Nachbarorten gibt es folgende weiterführende Schulen:
Johann-Turmair-Realschule Abensberg, Berufs- und Fachoberschule Kelheim, Donau-Gymnasium Kelheim, Gabelsberger-Gymnasium Mainburg sowie das klösterliche Johannes-Nepomuk-Gymnasium Rohr i.NB. Weiterhin können entsprechende Schulen in Riedenburg, Ingolstadt und Regensburg besucht werden.
In Bad Gögging ist eine Berufsfachschule für Krankengymnastik angesiedelt.
Nahegelegene Hochschulstandorte sind Regensburg und Ingolstadt.
Der Technologie Campus Neustadt an der Donau der Ostbayerische Technische Hochschule Regensburg (OTH Regensburg) wurde unweit des Bahnhofes im April 2024 als dezentraler Forschungsstandort eröffnet. Schwerpunkte des Campus liegen in den Bereichen Leichtbau und Werkstoffsimulation.

## Persönlichkeiten
- Eberhard von Sittling und Biburg (* um 1085 in Sittling; † 22. Juni 1164 im Zisterzienserstift Rein), war von 1147 bis 1164 Erzbischof von Salzburg und wurde als heilig verehrt
- Albrecht Rindsmaul, Pfleger von Neustadt. Er nahm 1322 in der Schlacht von Mühldorf den Habsburger Friedrich den Schönen gefangen.[19] Der Sieg über Friedrich ebnete Ludwig dem Bayer den Weg zur deutschen Kaiserkrone.
- Fortunatus Hueber (* 21. November 1639 in Neustadt an der Donau; † 12. Februar 1706 in München), deutscher Franziskaner, Historiker und Theologe
- Joseph Zach (* 9. Januar 1829 in Aiterhofen; † 11. Februar 1898 in Regensburg), Stadtpfarrer von Neustadt, Mitglied des Deutschen Reichstags
- Franz Xaver Steindl (* 3. Mai 1858 in Irnsing; † 10. Februar 1931 in Neustadt an der Donau), Mitglied des Deutschen Reichstags (Zentrum)
- Franz Xaver Schnittmann (* 18. Januar 1888 in Neustadt an der Donau; † 16. Februar 1976 ebenda), Geologe, Lehrer und Pfarrer, Ehrenbürger von Neustadt
- Wilhelm Sander (* 26. August 1897 in Roth; † 31. Dezember 1973 in Neustadt an der Donau), Fabrikant und Stifter
- Eduard Bachl (* 13. Oktober 1899 in Neustadt an der Donau; † 7. Oktober 1968 in München),  SS-Oberführer der Allgemeinen SS und Waffen-SS
- Günther Sand (* 10. September 1941 in Neustadt an der Donau; † 3. August 1989 in Krumbach), Maler und Grafiker
- Johanna Werner-Muggendorfer (* 22. Juni 1950 in Neustadt an der Donau), bis Juni 2011 stellvertretende Fraktionsvorsitzende der SPD im Bayerischen Landtag
- Helmut Dietz (* 26. Januar 1965 in Neustadt an der Donau), Judoka, Europameisterschaftsdritter
- Jürgen Wittmann (* 14. August 1966 in Neustadt an der Donau), Fußballtorwart und Torwarttrainer